# 安德里亚诺
安德里亚诺（義大利語：Andriano），是意大利北部波尔扎诺自治省的一个市镇，位于其省会波尔查诺的西北方约9公里处。ISTAT代码为021002。

## 地理
于2010年11月30日的人口总计为1,043人，人口密度212.9人/平方公里，总面积4.9平方公里。
安德里亚诺毗邻以下的市镇：阿皮亚诺苏拉斯特拉达德尔维诺，纳莱斯，和泰尔拉诺。

## 社会

### 语言分布
根据2011年的人口普查，有89.96% 的居民以德语为第一语言，其余的居民以意大利语和拉登语为第一语言，分别占人口的9.53% 和0.51%。
| 语言     | 1991   | 2001   | 2011   |
| -------- | ------ | ------ | ------ |
| 德语     | 95.01% | 97.32% | 89.96% |
| 意大利语 | 4.57%  | 2.55%  | 9.53%  |
| 拉登语   | 0.42%  | 0.13%  | 0.51%  |